# Lichtführung
Die Lichtführung setzt sich in der Fotografie bzw. beim Film und Fernsehen (aber auch in der Bühnentechnik) mit der Gestaltung einer Szene durch den Einsatz von natürlichem oder künstlichem Licht auseinander. Ihr Ergebnis ist die Ausleuchtung.

## Lichtarten und Qualitäten
Die Lichter können nach mehreren Kriterien unterschieden werden:
- (Technische) Herkunft: siehe auch Natürliches Licht und Künstliches Licht
- Farbe: Diese kann durch die Farbtemperatur oder insbesondere bei Leuchtstoffröhren und Gasentladungslampen durch die spektrale Zusammensetzung beschrieben werden.
- Dauer der Beleuchtung: Sonne, Mond, Lampen und Leuchtstoffröhren liefern ein dauerndes Licht (siehe Dauerlicht), natürliche Blitze oder fotografisches Blitzlicht beleuchten die Szene nur kurz und sind somit in der Lage, Bewegungen einzufrieren.
- Härte des Lichts: Punktförmige und flächige, aber weit entfernte Lichtquellen liefern ein sogenanntes hartes Licht, das sich durch hohe Kontraste und klar erkennbare Schatten auszeichnet. Lichtformer (Softboxen, Reflektoren) sind in der Lage, aus hartem Licht weiches Licht zu erzeugen. Ein bedeckter Himmel ist somit eine riesige Softbox für die nahezu punktförmige Sonne. Ebenso sind flächige künstliche Lichtquellen verfügbar.
- Räumlicher Umfang des Lichts: Eine Lichtquelle kann nur eine abgegrenzte Fläche mit mehr oder weniger scharfen Rändern (Spot) oder den gesamten Raum ausleuchten.
- Richtung des Lichtes: Als frontales Licht in Blickrichtung der Kamera, Seitenlicht von links oder rechts, Gegenlicht gegen die Blickrichtung der Kamera, Licht von oben und Licht von unten.
- Anzahl der eingesetzten Lichtkörper: im Fall der 3-Punkt Beleuchtung beispielsweise je eine Lichtquelle seitlich links und rechts der Kamera und ein drittes Licht frontal zur Kameralinse.[1]

## Grundelemente der Lichtführung

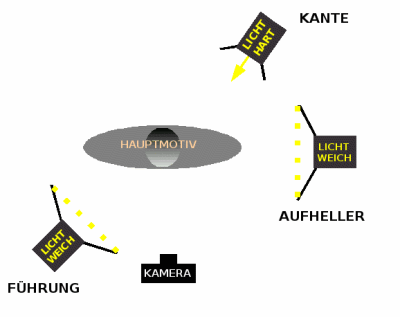
Einfache Lichtführung aus einem Führungslicht, Aufheller und einem Effektlicht. Statt einer künstlichen Lichtquelle als Aufheller kann auch ein Reflektor verwendet werden

- Das Führungslicht. Die Sehgewohnheiten des Menschen sind von jeher mit der Lichtsituation einer nahezu punktförmigen Lichtquelle (Sonne oder Mond) vertraut. Die klassische Ausleuchtung greift darauf zurück und setzt auch ein dominantes Licht, das (oft als einziges Licht in der Szene) auch Schatten wirft. Dies ist das Führungslicht. Oft wird die Szene in Richtung der Kamera oder von links bzw. rechts oberhalb der Kamera ausgeleuchtet. Ein Führungslicht von genau oberhalb der Szene verursacht tiefe Schatten in den Augenhöhlen, ein Licht von unten wirkt ebenfalls ungewöhnlich und kann sehr drastische, unheimliche Szenen liefern. Dies gilt auch für ein Gegenlicht als Führungslicht. Das Führungslicht kann nicht nur die im Mittelpunkt der Szene stehenden Objekte und Personen ausleuchten, es ist das bevorzugte Mittel, um den Blick des Betrachters auf das Wesentliche zu lenken. Die Lichtqualität kann hart oder weich sein.
- Die Aufhellung. Insbesondere harte Führungslichter oder Gegen- und Seitenlichter führen zu hohen Lichtkontrasten, die vom Dichteumfang des Filmes oder Sensors nicht mehr verarbeitet werden könnten. Manchen Motiven wird auch durch geringere Kontraste geschmeichelt (z. B. das Beauty-Light in der Porträtfotografie). Dies ist die Aufgabe der Aufhellung, die die vom Führungslicht weniger getroffenen Stellen  stärker beleuchten soll. Dafür ist ein weiches, nicht Schatten werfendes Licht gut geeignet, um dem Führungslicht nicht seine Dominanz zu nehmen. Als Aufhellung können künstliche Lichtquellen oder Reflektoren zum Einsatz kommen.
- Effektlicht (oder Kante, Haarlicht, siehe auch Spitzlicht). Dies ist ein zumeist von hinten auf das Motiv gerichtetes Licht, das zum Beispiel helfen soll, einen Menschen vom Hintergrund abzuheben (Glanz im Haar). Die Lichtstärke ist oft hoch, die Lichtqualität hart.
- Weitere Lichtquellen. Zum Beispiel zur Beleuchtung des Hintergrundes; kann auch mit Durchlicht durch den Hintergrund erfolgen (siehe auch Hohlkehle) oder zur Akzentuierung von weiteren Teilen des Motivs.

## Besondere Effekte
Bei der Mischung von Lichtquellen ist zu beachten, dass sich diese in der Farbtemperatur unterscheiden können. Wenn die daraus resultierenden Farben im Bild nicht erwünscht sind, sollten die Lichtquellen eine einheitliche Farbtemperatur aufweisen. Dies kann insbesondere bei der Aufhellung von Aufnahmen bei natürlichem Licht oder wenn die normale Umgebungsbeleuchtung weiter wirken soll, den Bildeindruck stark verändern. Eventuell liefern Reflektoren bessere Ergebnisse als Aufhellblitze.
Eine übertriebene Aufhellung kann den vom Auge wahrgenommenen Eindruck der Szene in der Natur völlig verändern. Beispielsweise würde dies die Aufnahme eines gemütlichen Candle-Light-Dinners mit zu starkem Blitz die Kerzenbeleuchtung völlig unterdrücken. Ebenso wird der Betrachter erwarten, dass die sonnendurchflutete Welt vor dem Fenster heller erscheint als das Innere des Raumes (siehe auch: Aufhellblitz).
Die Mischung von kurz leuchtendem Licht (Blitzlicht) mit dem Umgebungslicht kann bei entsprechend langer Belichtungsdauer einen Bewegungseindruck bewegter Motivteile am ansonsten statischen Foto hinterlassen. Dabei sollte der Blitz erst am zweiten Verschlussvorhang und somit knapp vor dem Ende der Belichtung gezündet werden, um den vom Blitz eingefrorenen Teil der Bewegung in Bewegungsrichtung zu fixieren.
Unterschiedliche Lichtfarben können durch ihren Farbkontrast auch als Gestaltungsmittel herangezogen werden. Als Beispiel sei die Aufnahme in einer winterlichen Hütte, bei der der Innenraum in warmes Licht getaucht ist und die Außenwelt vor dem Fenster blau-kalt erscheint, angeführt. Die übertriebene Aufhellung des Innenraums mit einem kalten Licht könnte in Entsprechung unserer Sehgewohnheiten dabei unnatürlich wirken.